# Ivan Šimko
Ivan Šimko (* 1. ledna 1955, Bratislava) je slovenský politik, po sametové revoluci československý poslanec Sněmovny lidu a Sněmovny národů Federálního shromáždění, v roce 1994 místopředseda slovenské vlády Jozefa Moravčíka pro legislativu, v letech 2001–2002 ministr vnitra SR v první vládě Mikuláše Dzurindy a v období let 2002–2003 ministr obrany SR v druhé vládě Mikuláše Dzurindy, v roce 2023 ministr vnitra SR ve vládě Ľudovíta Ódora, dlouholetý poslanec Národní rady SR, zpočátku za KDH, pak za SDKÚ, později zakladatel formací Slobodné fórum a MISIA 21 – Hnutie kresťanskej solidarity.

## Biografie
V roce 1978 vystudoval Vysokou školu ekonomickou v Bratislavě, v roce 1987 absolvoval Právnickou fakultu Univerzity Komenského. Pracoval jako asistent ve Výzkumném ústavu oblastního plánování, na Útvaru hlavního architekta města Bratislava.
Po sametové revoluci se začal politicky angažovat. Už koncem roku 1989 patřil mezi zakladatele Křesťanskodemokratického hnutí na Slovensku. V letech 1989-1990 byl odborným poradcem místopředsedy vlády Československa, ve volbách roku 1990 byl za KDH zvolen do Sněmovny lidu Federálního shromáždění, ve volbách roku 1992 přešel do slovenské části Sněmovny národů FS, kde setrval do zániku Československa. V září 1992 se stal místopředsedou KDH.
V slovenských parlamentních volbách roku 1994 byl zvolen do Národní rady SR za KDH. Již předtím působil v období březen - prosinec 1994 jako místopředseda slovenské vlády Jozefa Moravčíka pro legislativu. Poslanecký mandát obhájil v parlamentních volbách roku 1998, nyní za předvolební platformu Slovenská demokratická koalícia, do které vstoupily špičky několika slovenských pravicových a středových stran, včetně KDH. Mělo jít jen o ad hoc projekt cílený na obejití nevýhodné úpravy volebního zákona. V roce 2000 ovšem někteří členové Slovenské demokratické koalice (včetně Šimka) založili novou stranu SDKÚ a do svých mateřských stran se již nevrátili. V letech 2001-2002 byl za SDKÚ ministrem vnitra SR v první vládě Mikuláše Dzurindy. Za SDKÚ pak opětovně získal poslanecké křeslo v parlamentních volbách roku 2002, ve straně působil na postu generálního tajemníka a místopředsedy pro vnitřní politiku. V letech 2002-2003 byl ministrem obrany SR v druhé vládě Mikuláše Dzurindy.
Když byl ale po sporech s předsedou vlády Mikulášem Dzurindou v roce 2003 odvolán z postu ministra, odešel z SDKÚ i z jejího poslaneckého klubu a podílel se na založení nové strany nazvané Slobodné fórum. Když ale roku 2004 neuspěl v této nové straně při kandidatuře na jejího předsedu, odešel i z ní a v roce 2005 založil stranu MISIA 21 – Hnutie kresťanskej solidarity. Ta neuspěla v parlamentních volbách roku 2006. V roce 2010 Šimko ohlásil návrat do KDH jako řadový člen.
Od května do července 2023 byl ministrem vnitra v úřednické vládě Ľudovíta Ódora. Byl odvolán kvůli pokusům o zasahování do činnosti policie.